# Zofia Ostrogska
Zofia Ostrogska (ur. 1595, zm. 1622) – polska księżniczka z ruskiego kniaziowskiego rodu Ostrogskich. Była jedną z najbogatszych polskich szlachcianek.
Poślubiła w 1613 roku Stanisława Lubomirskiego. W posagu wniosła 18 miast, 313 wsi i 163 folwarki w Małopolsce i na Rusi.

## Wywód przodków
| 4. Konstanty Wasyl Ostrogski   |  |                         |  |  |                    |
|                                |  | 2. Aleksander Ostrogski |  |  |                    |
| 5. Zofia Tarnowska             |  |                         |  |  |                    |
|                                |  |                         |  |  | 1. Zofia Ostrogska |
| 6. Jan Kostka                  |  |                         |  |  |                    |
|                                |  | 3. Anna Kostczanka      |  |  |                    |
| 7. Zofia ze Sprowy Odrowążówna |  |                         |  |  |                    |
|                                |  |                         |  |  |                    |

| Prapradziadkowie                                               | Iwan Ostrogski ∞ Maria Bielska                                                                    | Semen Holszański ∞ Anastazja Zbaraska (Nieświcka)                                                 | Jan Tarnowski ∞ Barbara                                                 | Szydłowiecki ∞ X                                                        | Jakub Kostka ∞ Anna Rokus von Sehfelden                                 | von Eulenburg ∞ X                                                       | Jan Odrowąż ∞ Anna Jarosławska-Tarnowska                                | Konrad III ∞ Anna Radziwiłłówna                                         |
| Pradziadkowie                                                  | Konstanty Ostrogski (1460-1530) herbu Ostrogski ∞ Tatiana Holszańska (+1521) herbu Hippocentaurus | Konstanty Ostrogski (1460-1530) herbu Ostrogski ∞ Tatiana Holszańska (+1521) herbu Hippocentaurus | Jan Amor Tarnowski (1488–1561) herbu Leliwa ∞ Zofia Szydłowiecka        | Jan Amor Tarnowski (1488–1561) herbu Leliwa ∞ Zofia Szydłowiecka        | Stanisław Kostka (1487–1555) herbu Dąbrowa ∞ Elżbieta von Eulenburg     | Stanisław Kostka (1487–1555) herbu Dąbrowa ∞ Elżbieta von Eulenburg     | Stanisław Odrowąż (+1545) herbu Odrowąż ∞ Anna mazowiecka (1498–1557)   | Stanisław Odrowąż (+1545) herbu Odrowąż ∞ Anna mazowiecka (1498–1557)   |
| Dziadkowie                                                     | Konstanty Wasyl Ostrogski (1526–1608) ∞ Zofia Tarnowska (1534–1570)                               | Konstanty Wasyl Ostrogski (1526–1608) ∞ Zofia Tarnowska (1534–1570)                               | Konstanty Wasyl Ostrogski (1526–1608) ∞ Zofia Tarnowska (1534–1570)     | Konstanty Wasyl Ostrogski (1526–1608) ∞ Zofia Tarnowska (1534–1570)     | Jan Kostka (1529–1581) ∞ Zofia Odrowążówna (1540–1580)                  | Jan Kostka (1529–1581) ∞ Zofia Odrowążówna (1540–1580)                  | Jan Kostka (1529–1581) ∞ Zofia Odrowążówna (1540–1580)                  | Jan Kostka (1529–1581) ∞ Zofia Odrowążówna (1540–1580)                  |
| Rodzice                                                        | Aleksander Ostrogski (1570−1603) ∞ Anna Kostczanka (Kostka) (1575−1635)                           | Aleksander Ostrogski (1570−1603) ∞ Anna Kostczanka (Kostka) (1575−1635)                           | Aleksander Ostrogski (1570−1603) ∞ Anna Kostczanka (Kostka) (1575−1635) | Aleksander Ostrogski (1570−1603) ∞ Anna Kostczanka (Kostka) (1575−1635) | Aleksander Ostrogski (1570−1603) ∞ Anna Kostczanka (Kostka) (1575−1635) | Aleksander Ostrogski (1570−1603) ∞ Anna Kostczanka (Kostka) (1575−1635) | Aleksander Ostrogski (1570−1603) ∞ Anna Kostczanka (Kostka) (1575−1635) | Aleksander Ostrogski (1570−1603) ∞ Anna Kostczanka (Kostka) (1575−1635) |
| Zofia Ostrogska (1595–1622) ∞ Stanisław Lubomirski (1583–1649) |                                                                                                   |                                                                                                   |                                                                         |                                                                         |                                                                         |                                                                         |                                                                         |                                                                         |